# Dōshite kimi o suki ni natte shimattandarō?
Dōshite kimi o suki ni natte shimattandarō? (jap. どうして君を好きになってしまったんだろう?) – dwudziesty trzeci singel południowokoreańskiego zespołu TVXQ, wydany w Japonii 16 lipca 2008 roku przez Rhythm Zone. Został wydany w czterech edycjach: limitowanej CD+DVD, regularnej CD, „Taiōshijinki version” i „Fan Club Members Only”. Osiągnął 1 pozycję w rankingu Oricon i pozostał na liście przez 34 tygodnie, sprzedał się w nakładzie 120 890 egzemplarzy w Japonii i 10 473 w Korei Południowej. Singel zdobył status złotej płyty.

## Lista utworów

### CD
| CD | CD | CD      | CD                                                                              | CD                                                           | CD      |
| Nr | Tytuł utworu | Tekst   | Kompozycja                                                                      | Aranżacja                                                    | Długość |
| -- | --- | ------- | ------------------------------------------------------------------------------- | ------------------------------------------------------------ | ------- |
| 1. | „Dōshite kimi o suki ni natte shimattandarō?” (jap. どうして君を好きになってしまったんだろう?)                  | Lambsey | Sylvia Bennett-Smith, Fredrik "Fredro" Odesjo, Mats Berntoft                    | Sylvia Bennett-Smith, Fredrik "Fredro" Odesjo, Mats Berntoft | 3:18    |
| 2. | „Box in the ship”                                                                                               | H.U.B.  | Philippe-Marc, Anquetil, Iain James Farqharson, Marcus Killian, Yacine Azeggagh | AILI                                                         | 4:14    |
| 3. | „Dōshite kimi o suki ni natte shimattandarō?” (jap. どうして君を好きになってしまったんだろう?) (a capella ver.) | Lambsey | Sylvia Bennett-Smith, Fredrik "Fredro" Odesjo, Mats Berntoft                    | Shin’ichirō Murayama                                         | 3:18    |
| 4. | „Dōshite kimi o suki ni natte shimattandarō?” (jap. どうして君を好きになってしまったんだろう?) (Less Vocal)     |         | Sylvia Bennett-Smith, Fredrik "Fredro" Odesjo, Mats Berntoft                    | Sylvia Bennett-Smith, Fredrik "Fredro" Odesjo, Mats Berntoft | 3:18    |
| 5. | „Box in the ship” (Less Vocal)                                                                                  |         | Philippe-Marc, Anquetil, Iain James Farqharson, Marcus Killian, Yacine Azeggagh | AILI                                                         | 4:14    |

### CD+DVD
| CD | CD | CD      | CD                                                                              | CD                                                           | CD      |
| Nr | Tytuł utworu                                                                                                | Tekst   | Kompozycja                                                                      | Aranżacja                                                    | Długość |
| -- | --- | ------- | ------------------------------------------------------------------------------- | ------------------------------------------------------------ | ------- |
| 1. | „Dōshite kimi o suki ni natte shimattandarō?” (jap. どうして君を好きになってしまったんだろう?)              | Lambsey | Sylvia Bennett-Smith, Fredrik "Fredro" Odesjo, Mats Berntoft                    | Sylvia Bennett-Smith, Fredrik "Fredro" Odesjo, Mats Berntoft | 3:18    |
| 2. | „Box in the ship”                                                                                           | H.U.B.  | Philippe-Marc, Anquetil, Iain James Farqharson, Marcus Killian, Yacine Azeggagh | AILI                                                         | 4:14    |
| 3. | „Dōshite kimi o suki ni natte shimattandarō?” (jap. どうして君を好きになってしまったんだろう?) (Less Vocal) |         | Sylvia Bennett-Smith, Fredrik "Fredro" Odesjo, Mats Berntoft                    | Sylvia Bennett-Smith, Fredrik "Fredro" Odesjo, Mats Berntoft | 3:18    |
| 4. | „Box in the ship” (Less Vocal)                                                                              |         | Philippe-Marc, Anquetil, Iain James Farqharson, Marcus Killian, Yacine Azeggagh | AILI                                                         | 4:14    |

| DVD | DVD | DVD     |
| Nr  | Tytuł utworu                                                                                                | Długość |
| --- | --- | ------- |
| 1.  | „Dōshite kimi o suki ni natte shimattandarō?” (jap. どうして君を好きになってしまったんだろう?) (Video Clip) |         |
| 2.  | „Off Shot Movie”                                                                                            |         |

## Notowania
| Lista                             | Pozycja |
| --------------------------------- | ------- |
| Oricon Weekly Singles Chart       | 1       |
| Billboard Japan Hot 100           | 6       |
| Billboard Japan Top Singles Sales | 2       |